# In Decay
In Decay é uma coletânea do produtor musical estadunidense Seth Haley sob o pseudônimo Com Truise, lançado em 16 de julho de 2012 pela gravadora independente Ghostly International. O álbum é uma coleção de faixas que, antes de seu lançamento, estavam disponíveis apenas como faixas encontradas na série de mixtapes de Haley chamada Komputer Kasts e em sua conta no SoundCloud. Essas primeiras faixas, algumas produzidas antes do lançamento de Cyanide Sisters (2010), mostram Haley explorando um som electropop e funk que mais tarde viria a definir o projeto Com Truise. A recepção crítica após o lançamento foi mista no geral; um elogio comum foi o design de som do álbum, enquanto uma crítica frequente foi sua repetição e falta de tom e sensações distintas de cada faixa.

## Antecedentes e lançamento
Para o seu segundo álbum de estúdio, Haley inicialmente planejou "experimentar mais, porque estava se sentindo um pouco preso, após fazer várias turnês." No entanto, seguindo demandas de sua gravadora Ghostly International e e-mails enviados por ouvintes para publicar uma coleção de suas faixas que antes estavam apenas em mixtapes distribuídas pela Internet, como as de sua série Komputer Kasts e seu SoundCloud, Haley finalmente decidiu fazer uma coletânea musical dessas canções. Depois que "Open" foi lançado como o single principal de In Decay em 26 de junho de 2012, a Stereogum estreou a compilação em 16 de julho de 2012.
| “                  | [As faixas] estavam no meu disco rígido – peças de arte que estavam se deteriorando com o tempo. Então eu pensei 'vamos tirá-las daqui'. Não houve uma grande ideia. Meu advogado, que também é meu empresário, ajudou na lista de faixas, junto com a gravadora [Ghostly]. Mas era realmente a minha maneira de fechar a porta para as coisas e seguir em frente. | ” |
| — Seth Haley, 2022 | |   |

## Composição
In Decay é uma coleção das primeiras gravações de Com Truise, algumas de mixtapes online e outras inéditas; eles foram masterizadas para o álbum por Haley. As primeiras faixas foram compostas antes do lançamento do extended play (EP) de estreia do projeto, Cyanide Sisters (2010), que Haley descreveu como menos "experimental" e mais "estruturado" do que seu material posterior. Como Haley explicou, "algumas dessas faixas são talvez uma continuação [dos temas e sons em Galactic Melt], e há partes delas que seguem o mesmo caminho. Mas há outras que são muito antigas, pelo menos para mim. É diferente."
In Decay mantém a mesma estrutura dos lançamentos anteriores de Com Truise, sendo um álbum com elementos de electropop e funk que consiste em sintetizadores dos anos 80, sons de baixo fortes e elementos de ficção científica. Alguns críticos descreveram as músicas do álbum como lo-fi e como versões "um pouco mais corajosas" e "ligeiramente mais ásperas" do som das obras anteriores do projeto. O comunicado de imprensa da Ghostly explicou que a compilação apresenta Haley explorando partes desse som, como "experimentalismo influenciado de 8 bits" e "batidas nitidamente dançantes." Algumas faixas de In Decay são músicas de dance de ritmo lento e vibração calma, enquanto outras são "cortes psicodélicos extraterrestres" semelhantes às obras de Tangerine Dream e Popol Vuh.
Patric Fallon, da XLR8R, destacou a experimentação ausente de In Decay em comparação com a produção normal do projeto Com Truise; exemplos incluem a estrutura mínima de "Yxes" e o uso de baixo ao vivo nas canções "Alfa Beach" e "Dreambender". Andrew Gaerig para a Pitchfork analisou que, embora os lançamentos anteriores de Com Truise se concentrassem em Haley ser capaz de criar sons de sintetizador habilmente "em formas agradáveis que suas composições podem soar complexas quando não são", In Decay é um álbum no qual os sons de bateria, comparados a "armadilhas adoradoras de grades", conseguem "entregar" Com Truise com o alvo afastado e ir contra "as ideias melódicas mais formadas."

## Recepção
| Críticas profissionais | Críticas profissionais |
| Avaliações da crítica  | Avaliações da crítica  |
| Fonte                  | Avaliação              |
| ---------------------- | ---------------------- |
| AllMusic               | [ 5 ]                  |
| Consequence of Sound   | D                      |
| Pitchfork              | 5.6/10                 |
| Tiny Mix Tapes         | [ 10 ]                 |
| XLR8R                  | 7/10                   |

In Decay foi recebido com críticas mistas de críticos musicais. Jonah Ollman da CMJ descreveu a música como "exuberante", elogiou as paisagens sonoras dos sintetizadores e concluiu que o álbum é "tão satisfatório e coeso quanto um álbum propriamente dito do segundo ano." Fallon destacou que as faixas não lançadas têm uma certa "profundidade" não presente nos lançamentos anteriores de Com Truise.
Ben Sullivan, resenhando para a Tiny Mix Tapes, considerou raro um álbum de compilação de faixas que não foram lançadas, mas ainda feitas antes do primeiro álbum de estúdio, ser melhor do que esse álbum: "Enquanto isso pode ser óbvio que Haley deve agora começar a explorar sons e motivos exógenos ao seu círculo de sintetizadores, In Decay tem uma mistura imediata e satisfatória que só beneficiaria uma exploração de suas dicas de Negativland, meio de carreira de DJ Shadow e IDM de meados dos anos 2000." Ele escreveu que as melhores faixas de In Decay, as faixas "que realmente vão a lugares", são melhores do que as melhores faixas de Galactic Melt. Ele criticou o comprimento das faixas e a falta de "atenção ao sequenciamento", o que levou a problemas como "redundâncias rítmicas" em canções como "Dreambender", "Klymaxx" e "Yxes". Ele escreveu que "metade dessas faixas poderia terminar dois minutos antes de seu tempo de execução."
Uma crítica comum apontada em resenhas mistas de In Decay foi seu foco na repetição e na falta de "diferenciação" em termos de tom e sentimento. Adam Kivel da Consequence of Sound escreveu que, embora sentisse que havia material suficiente para os fãs de Com Truise desfrutarem antes do próximo lançamento do projeto, lançar uma compilação de raridades tão cedo na carreira de Truise é uma "escolha estranha, pois define a fasquia baixa." Ele criticou a maioria das faixas pela forma como são construídas com base em sua repetição, escrevendo que "a mudança de forma nem sempre fornece uma grande diferença de tom em relação à iteração original." Kivel também não gostou do som nebuloso do material, opinando que "pode tender a sobrepujar tudo o mais, suavizando as arestas de sentimentos que poderiam ser esmagadoramente poderosos."
Um crítico da Exclaim! escreveu: "As ideias sonoras [de Haley] são linhas circulares em constante espiral em si mesmas — melodias simples, em loop, um floreio aqui, uma amostra nebulosa lá, ensaboe, enxágue, repita — mas há muito pouca diferença no tom para prender sua atenção." Gaerig, que chamou as canções do álbum de "enganosamente subdesenvolvidas", "muito monótonas e passivas para ameaçar", disse que eram "bugigangas, fetiches sônicos puros que não conseguem provocar imagens ou clima discerníveis além de uma apreciação noir dos osciladores do passado natalino." Ele escreveu que "nada aqui dissipa a noção de que a visão [de Haley] é mais limitada" do que outros atos influenciados por synth-pop dos anos 80.

### Legado
Ao longo dos anos, In Decay recebeu elogios online, com o YouTube possivelmente sendo a principal razão para o sucesso do álbum. Em 2022, Sam Willings escreveu ao MusicTech que In Decay "se tornou genuinamente um clássico do synthwave que foi apreciado dezenas de milhões de vezes e influenciou uma infinidade de artistas", provavelmente se tornando o projeto mais celebrado de Com Truise. Em resposta a isso, Haley declarou: "Eu não sei, isso só me faz sorrir. Eu não me sinto digno disso porque era tudo apenas eu brincando no meu quarto. Eu realmente não sabia o que eu estava fazendo."

## Lista de faixas
Todas as músicas escritas e produzidas por Seth Haley.
1. "Open" — 4:12
2. "84' Dreamin" — 3:30
3. "Dreambender" — 4:20
4. "Controlpop" — 5:04
5. "Colorvision" — 4:04
6. "Alfa Beach" — 4:16
7. "Stop" — 5:07
8. "Klymaxx" — 4:24
9. "Yxes" — 3:52
10. "Smily Cyclops" — 4:44
11. "Video Arkade" — 5:27
12. "Data Kiss" — 4:08
13. "Closed" — 3:04